# Callia paraguaya
Callia paraguaya là một loài bọ cánh cứng trong họ Cerambycidae.